# 上校 (德语国家)
Oberst（德語發音：[ˈoːbɐst] ⓘ）是几个德语国家的高级军官军衔，相当于上校。其目前用于奥地利、德国、瑞士的陆军和空军。此外，瑞典军衔“överste”、芬兰军衔“eversti”和冰岛军衔“ofursti”均为其直译。